# Joseph Slepian
Joseph Slepian (11 de febrero de 1891 en Boston, Massachusetts - † 19 de diciembre de 1969 en Swissvale, Pensilvania) fue un matemático, ingeniero eléctrico e inventor estadounidense conocido por sus contribuciones tanto en la teoría como en el desarrollo de material eléctrico.
Es el creador del ignitrón, sin embargo todos los derechos están en propiedad de la Westinghouse Electric por ser en aquel momento donde y para quien él trabajaba.
Tras una larga carrera dedicada a la ciencia, se retiró en 1956.

## Vida profesional
Comenzó a trabajar en la Westinghouse Electric en 1916. Inicialmente estuvo en el departamento de motores ferroviarios, si bien su carrera no paró ahí pues alcanzó el puesto de director asociado en 1938.
Se unió a la AIEE en 1927 como Miembro Asociado. Estuvo en el comité de ciencias básicas del cual fue presidente durante 1933-34; asimismo, también fue miembro de los comités de investigación en: electrónica, soldadura eléctrica, y programas técnicos.

## Vida personal
Sufrió un ataque cerebrovascular en 1951.
Aun marcado por sus problemas de salud siguió con su carrera hasta su jubilación, el 28 de febrero de 1956. En aquel momento, y desde 1938, ocupaba el puesto de director asociado en la Westinghouse Electric, habiendo llegado a desarrollar alrededor de 200 patentes en toda su carrera.
Su hijo, David Slepian, siguió sus pasos y llegó a convertirse en un matemático/físico prominente.

## Premios
- 1932 Medalla John Scott
- 1942 Medalla Lamme IEEE
- 1947 Medalla Edison IEEE